# Marc Borra
Marc Borra (Torhout, 6 januari 1957) is een voormalige Belgische atleet, die gespecialiseerd was in het hoogspringen.

## Loopbaan
Borra nam in 1980 deel aan de Europese indoorkampioenschappen in Sindelfingen, waar hij zich niet kon plaatsen voor de finale. Hij won in 1984 zijn enige Belgische titel. Dat jaar sprong hij 2,26 m en is daarmee de op een na beste hoogspringer van België.

### Clubs
Borra begon zijn carrière bij Houtland AC en stapte in 1981 over naar Daring Club Leuven. Later volgde hij Eddy Annys naar Vlierzele Sport.

### Trainer
Borra, die aan de Katholieke Universiteit Leuven lichamelijke opvoeding studeerde, werd na zijn actieve carrière trainer.

## Belgische kampioenschappen
Outdoor
| Onderdeel    | Jaar |
| ------------ | ---- |
| hoogspringen | 1984 |

Indoor
| Onderdeel    | Jaar |
| ------------ | ---- |
| hoogspringen | 1987 |

## Persoonlijke records
Outdoor
| Onderdeel    | Prestatie | Datum        | Plaats  |
| ------------ | --------- | ------------ | ------- |
| hoogspringen | 2,26 m    | 12 juni 1984 | Brussel |

Indoor
| Onderdeel    | Prestatie | Datum | Plaats |
| ------------ | --------- | ----- | ------ |
| hoogspringen | 2,21 m    | 1984  |        |

## Palmares

### 110 m horden
- 1978:  BK AC - 14,4 s

### 60 m horden
- 1987:  BK indoor AC - 8,25 s

### hoogspringen
- 1976:  BK AC - 2,11 m
- 1979:  BK AC - 2,20 m
- 1980: 16e EK indoor in Sindelfingen - 2,15 m
- 1981:  BK AC - 2,17 m
- 1984:  BK AC - 2,22 m
- 1986:  BK indoor AC - 2,09 m
- 1987:  BK indoor AC - 2,09 m

## Onderscheidingen
- 1985: Gouden Spike